# دیپدیوم برویلابیوم
دیپدیوم برویلابیوم (نام علمی: Dipodium brevilabium) نام یک گونه از تیره ثعلبیان است.